# Automolis tricolorana
Automolis tricolorana là một loài bướm đêm thuộc phân họ Arctiinae, họ Erebidae.